# Блохинцев, Дмитрий Иванович
Дми́трий Ива́нович Блохи́нцев (29 декабря 1907 (11 января 1908), Москва — 27 января 1979, Дубна) — советский физик, доктор физико-математических наук (1934). Член-корреспондент АН СССР (1958) и АН УССР (1939). Профессор МГУ (1936). Герой Социалистического Труда (1956). Лауреат Ленинской (1957), Сталинской (1952) и Государственной (1971) премий.
Один из основателей и директор ФЭИ (1947—1956) и ОИЯИ (1956—1965). Член Бюро Отделения ядерной физики АН СССР (1971—1979). Президент IUPAP (1966—1969). Член Высшей аттестационной комиссии при СМ СССР. Советник Научного совета при Генеральном секретаре ООН (с 1967).

## Биография
Родился в 1908 году в Москве в семье агронома. Ещё в детстве увлекшись самолёто- и ракетостроением, самостоятельно овладел основами дифференциального и интегрального исчисления, ознакомился с работами Германа Оберта и Макса Валье, вёл переписку с К. Э. Циолковским. Вот копия одного из сохранившихся ответов К. Э. Циолковского 17-летнему Дмитрию Блохинцеву: «Могу выслать Вам несколько книг наложенным платежом на три рубля, а пока высылаю бесплатно „Монизм Вселенной“. Эту книжку я не продаю, так как ценность её беспредельна и неловко брать гривенник за бесконечность».
Окончил Московский промышленно-экономический техникум. Учился на физическом факультете Московского государственного университета (1926—1930). В 1930—1933 годах учился в аспирантуре (научный руководитель — И. Е. Тамм). В 1934 году защитил кандидатскую диссертацию на тему «Некоторые вопросы теории твёрдых тел и в особенности металлов»; в 1935 году по результатам защиты был удостоен степени доктора физико-математических наук. Профессор МГУ с 1935 года, с 1950-х годов — заведующий кафедрой теории атомного ядра. Был создателем Отделения ядерной физики на физическом факультете МГУ. В 1935—1947 годах работал также в Физическом институте АН СССР (ФИАН). Член ВКП(б) с 1943 года. С 1947 года — директор научно-исследовательской лаборатории в Обнинске, на базе которой под его руководством создан Физико-энергетический институт. Руководитель Лаборатории «В» Министерства внутренних дел СССР (выполнение постановления «О проектировании и строительстве объекта 627»), позже на её базе создан ИЯИ РАН.
В годы Великой Отечественной войны Блохинцев участвовал в исследованиях по военной акустике, которые послужили основой его монографии «Акустика неоднородной и движущейся среды» (1946). Важное значение имела работа Блохинцева (совместно с Ю. М. Сухаревским) об обнаружении самолётов по создаваемому ими шуму, в которой были заложены основы статистической гидроакустики и развиты корреляционные методы выделения сигнала при наличии помех.
Считается одним из инициаторов создания Объединённого института ядерных исследований (ОИЯИ) в Дубне. В 1956 году Комитет Полномочных Представителей одиннадцати стран единогласно избрал его первым директором этого института. В 1956—1965 годах — директор ОИЯИ, с 1965 года — директор Лаборатории теоретической физики ОИЯИ.
Сын Леонид (род. 1932) — физик.

## Научная деятельность
Работы посвящены теории твёрдого тела, физике полупроводников, оптике, акустике, квантовой механике и квантовой электронике, ядерной физике, теории ядерных реакторов, квантовой теории поля, физике элементарных частиц, философским и методологическим вопросам физики.
Объяснил на основе квантовой теории фосфоресценцию твёрдых тел и эффект выпрямления электрического тока на границе двух полупроводников.
В 1944 году построил, исходя из уравнений газогидродинамики, теорию звуковых явлений в движущихся и неоднородных средах, получив уравнения акустики самого общего вида (уравнения Блохинцева), на основе которых вывел ряд акустических законов, объяснил и рассчитал разнообразные акустические явления в движущихся и неоднородных средах (в том числе турбулентных), касающихся, с одной стороны, механизма генерирования шума, а с другой — методов и средств его приёма. Сформулировал уравнения геометрической акустики.
Выполнил одну из первых работ по нелинейной оптике, в частности, разработал теорию эффекта Штарка в сильном переменном поле, исследовал нелинейные эффекты.
На рубеже 1940—1950 годов сформулировал собственную трактовку квантовой механики, так называемую интерпретацию Блохинцева, или ансамблевую интерпретацию.
Значительное место в научной работе Блохинцева занимают исследования по теории и техническим проблемам цепных ядерных реакций и ядерных реакторов. Многое сделал для развития советской атомной науки и техники. Руководил проектированием и сооружением первой атомной электростанции, вступившей в строй в 1954 году (Ленинская премия, 1957). Разработал эффективные методы расчёта реакторов на быстрых, промежуточных и тепловых нейтронах. Совместно с А. И. Лейпунским осуществлял научное руководство разработкой идеологии и проекта первого в Европе реактора на быстрых нейтронах с жидкометаллическим теплоносителем. Выдвинул идею (1955) и построил импульсные реакторы на быстрых нейтронах ИБР-1 (1960) и ИБР-2 (пущен в 1984 году).
Работая на посту директора «Объекта В» МВД СССР в Обнинске, Блохинцев при поддержке Сергея Павловича Королёва инициировал работы по созданию ядерного ракетного двигателя для космических полётов.
С 1956 года научные интересы Блохинцева сосредоточились на физике элементарных частиц. В частности, здесь его исследования относились к структуре элементарных частиц, пределам применимости квантовой электродинамики, вопросам взаимодействия частиц высоких энергий, нелокальной теории поля, проблемам, связанным с понятием пространства и времени в микромире. Ещё в 1938 году провёл расчёты, по существу предсказывающие Лэмбовский сдвиг. Это важнейшее открытие Д. И. Блохинцева не было понято современниками, и статья была отклонена редакцией ЖЭТФ. Работа увидела свет лишь в 1958 году в трудах Д. И. Блохинцева, хотя результаты её были изложены ранее в обзоре Я. А. Смородинского (УФН, 1949, т. 39, вып. 1, стр. 325).
Предложил идеи о флуктуациях плотности ядерного вещества (1957), о квантовых стохастических пространствах, о существовании нескольких вакуумов и спонтанного перехода между ними, указал на существование так называемого унитарного предела, разработал теорию удержания ультрахолодных нейтронов и др.

## Награды и звания
- Герой Социалистического Труда (1956)
- Лауреат Сталинской премии первой степени (1952)
- Лауреат Ленинской премии (1957)
- Лауреат Государственной премии СССР (1971)
- 4 ордена Ленина (10.06.1945; 04.01.1954; 08.12.1951; 11.09.1956)
- орден Октябрьской Революции (17.09.1975)
- орден Трудового Красного Знамени (21.08.1953)
- орден Кирилла и Мефодия 1-й степени (Болгария)
- именная Золотая медаль Академии наук Чехии
- Иностранный член Венгерской академии наук (1960)
- Член Германской академии естествоиспытателей «Леопольдина» (1964)[10]
- Член ряда академий наук и научных обществ
- В 1966—1969 годах — президент Международного союза чистой и прикладной физики
- Почётный гражданин города Дубна[11]

## Память

Могила Блохинцева

- Похоронен на Кунцевском кладбище, на могиле установлен памятник.
- Улица Блохинцева в Дубне.
- Библиотека имени Блохинцева в Дубне.
- Улица Блохинцева в Обнинске.

### Книги
- Теория относительности Эйнштейна. — М.; Л.: Гостехиздат, 1940.
- Акустика неоднородной движущейся среды. / 1-е изд. — М.-Л.: Гостехиздат, 1946. 
  - 2-е изд. — М.: Наука, 1981.
- Принципиальные вопросы квантовой механики. — М.: Наука, 1966.
- Рождение мирного атома. — М.: Атомиздат, 1977.
- Стохастические пространства. — Дубна, 1971.
- Основы квантовой механики. Учебное пособие. / 5-е изд. — М.: Наука, 1976.
- Квантовая механика : Лекции по избранным вопросам. — Дубна: ОИЯИ, 1978.
- Квантовая механика : Лекции по избранным вопросам. Учебное пособие. — М.: Атомиздат, 1981.
  - 2-е изд., доп. / Под ред. А. В. Ефремова. — М.: Изд-во МГУ, 1988.
- Пространство и время в микромире. / 2-е изд. — М.: Наука, 1982.
- Что такое теория относительности? — М.-Л.: Онти, 1936.
- Труды по методологическим проблемам физики. — М.: Изд-во МГУ, 1993. — 237 с. — ISBN 5-211-01605-X
- Избранные труды. Т. 1-2. / Под ред. Б. М. Барбашова, В. В. Нестеренко. — М.: Физматлит, 2009. — ISBN 978-5-9221-1188-1 ; 978-5-9221-1203-1.
- Основы квантовой механики. Учебное пособие. — М.: Ленанд, 2015. — ISBN 978-5-9710-1720-2

### Прочее
- Статьи Дмитрия Ивановича Блохинцева (и о нём) в журнале «Успехи физических наук»
- Блохинцев Д. И. Актуальные вопросы современной науки — в центр внимания философов // Методологические проблемы науки. — М.: Наука, 1964. — С. 269—271.
- Дмитрий Иванович Блохинцев. Дневники. 1955—1975 / Под общ. ред. Т. Д. Блохинцевой. — Дубна: ОИЯИ, 2022.